# خط عرض 66° جنوب
خط عرض 66° جنوب هي إحدى دوائر العرض الجغرافية، وهي دوائر وهمية تحيط بالكرة الأرضية، وموازية لخط الاستواء، وتتميز هذه الدائرة بأن الأراضي الواقعة عليها تنتمي للمنطقة القطبية.

## حول العالم
خط عرض 66° جنوب يبدأ من خط الزوال الأولي ويتجه شرقا ويمر عبر:
| الإحداثيات                           | البلد أو الإقليم أو البحر | ملاحظات |
| ------------------------------------ | ------------------------- | --- |
| 66°0′S 0°0′E / 66.000°S 0.000°E      | المحيط الجنوبي            | جنوبي المحيط الأطلسي جنوبي المحيط الهندي                                                                       |
| 66°0′S 51°57′E / 66.000°S 51.950°E   | القارة القطبية الجنوبية   | Territory المطالب الإقليمية بالقارة القطبية الجنوبية by أستراليا                                               |
| 66°0′S 55°43′E / 66.000°S 55.717°E   | المحيط الجنوبي            | جنوبي المحيط الهندي                                                                                            |
| 66°0′S 81°36′E / 66.000°S 81.600°E   | القارة القطبية الجنوبية   | Territory المطالب الإقليمية بالقارة القطبية الجنوبية by أستراليا                                               |
| 66°0′S 82°32′E / 66.000°S 82.533°E   | المحيط الجنوبي            | جنوبي المحيط الهندي                                                                                            |
| 66°0′S 87°45′E / 66.000°S 87.750°E   | القارة القطبية الجنوبية   | Territory المطالب الإقليمية بالقارة القطبية الجنوبية by أستراليا                                               |
| 66°0′S 88°1′E / 66.000°S 88.017°E    | المحيط الجنوبي            | جنوبي المحيط الهندي, مرورا بجنوب Drygalski Island                                                              |
| 66°0′S 95°30′E / 66.000°S 95.500°E   | القارة القطبية الجنوبية   | Territory المطالب الإقليمية بالقارة القطبية الجنوبية by أستراليا                                               |
| 66°0′S 104°8′E / 66.000°S 104.133°E  | المحيط الجنوبي            | جنوبي المحيط الهندي                                                                                            |
| 66°0′S 111°8′E / 66.000°S 111.133°E  | القارة القطبية الجنوبية   | Territory المطالب الإقليمية بالقارة القطبية الجنوبية by أستراليا                                               |
| 66°0′S 113°52′E / 66.000°S 113.867°E | المحيط الجنوبي            | جنوبي المحيط الهندي                                                                                            |
| 66°0′S 121°18′E / 66.000°S 121.300°E | القارة القطبية الجنوبية   | Territory المطالب الإقليمية بالقارة القطبية الجنوبية by أستراليا                                               |
| 66°0′S 121°44′E / 66.000°S 121.733°E | المحيط الجنوبي            | جنوبي المحيط الهندي                                                                                            |
| 66°0′S 129°29′E / 66.000°S 129.483°E | القارة القطبية الجنوبية   | Territory المطالب الإقليمية بالقارة القطبية الجنوبية by أستراليا                                               |
| 66°0′S 130°5′E / 66.000°S 130.083°E  | المحيط الجنوبي            | جنوبي المحيط الهندي                                                                                            |
| 66°0′S 134°32′E / 66.000°S 134.533°E | القارة القطبية الجنوبية   | Territory المطالب الإقليمية بالقارة القطبية الجنوبية by أستراليا                                               |
| 66°0′S 135°21′E / 66.000°S 135.350°E | المحيط الجنوبي            | جنوبي المحيط الهندي جنوبي المحيط الهادئ                                                                        |
| 66°0′S 65°21′W / 66.000°S 65.350°W   | القارة القطبية الجنوبية   | شبه الجزيرة القطبية الجنوبية, المطالب الإقليمية بالقارة القطبية الجنوبية by الأرجنتين, تشيلي و المملكة المتحدة |
| 66°0′S 60°18′W / 66.000°S 60.300°W   | المحيط الجنوبي            | جنوبي المحيط الأطلسي                                                                                           |